# Piasecki PV-2
Piasecki PV-2 – eksperymentalny amerykański śmigłowiec konstrukcji Franka Piaseckiego. Drugi śmigłowiec po Sikorskim VS-300, który wykonał udany lot na terenie Stanów Zjednoczonych.

## Historia
W 1940 roku Frank Piasecki założył firmę P-V Engineering Forum. Jej pierwszym projektem był śmigłowiec PV-1. Był to jednomiejscowy, jednowirnikowy śmigłowiec pozbawiony śmigła ogonowego. Zamiast niego, Piasecki planował zamontowanie urządzenia wentylatorowego będącego prymitywną wersją dzisiejszego systemu NOTAR. Tak awangardowe rozwiązanie mogło jednak sprawić poważne problemy i powrócono do dużo łatwiejszej do opanowania technologii z wykorzystaniem klasycznego śmigła ogonowego. Tak zmieniona konstrukcja otrzymała oznaczenia PV-2. Akronim PV pochodził od nazwisk konstruktorów, Piasecki i Harold Venzie. Maszyna miała klasyczną konstrukcję. Z przodu znajdował się fotel pilota, początkowo niczym nie osłonięty, za nim silnik tłokowy napędzający pojedynczy wirnik oraz kratownicową belkę ogonową. Pierwsze próby gotowej konstrukcji odbyły się w 1943 roku. Jej pilotem był sam Piasecki, który jednak nie miał żadnego doświadczenia w pilotowaniu śmigłowców. Metodą prób i błędów, unosząc się na przytrzymywanej przez sznury do bielizny konstrukcji, po około 5 godzinach ćwiczeń Piasecki uznał, że jest w stanie poprowadzić śmigłowiec. Oficjalny oblot PV-2 miał miejsce 11 kwietnia 1943 roku. Był to drugi, udany lot śmigłowca na terenie Stanów Zjednoczonych. Pierwszą maszyną, która tego dokonała była konstrukcja Igora Sikorskiego VS 300. PV-2 został zademonstrowany publicznie w Waszyngtonie 20 października 1943 roku. Śmigłowiec został przyjęty entuzjastycznie, a Piaseckiemu powierzono opracowanie maszyny zdolnej do udźwigu masy 816 kilogramów dla marynarki wojennej. Do dziś PV-2 można oglądać w National Air and Space Museum.